# Andrés Wood

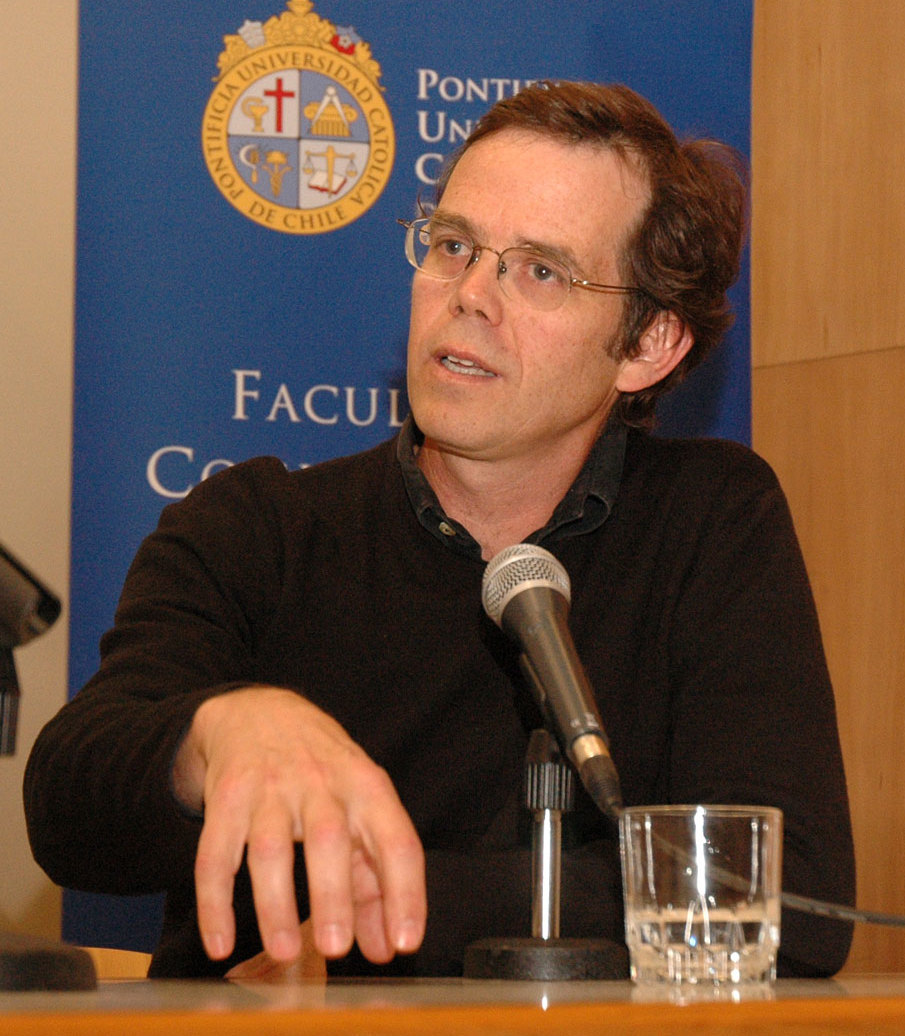
Andrés Wood

Andrés Wood (1963) is een Chileense filmregisseur. Hij beschouwt in zijn films de Chileense samenleving vaak op een kritische manier. Zijn bekendste film is Machuca uit 2004, dat zich afspeelt tijdens de staatsgreep van Pinochet  in 1973.
Hij studeerde bedrijfskunde aan de katholieke universiteit van Chili. Zijn interesse ging echter uit naar de cinema, en om die reden vertrok hij na zijn afstuderen naar New York om zich te bekwamen in de filmregie. Hij maakte daar zijn eerste korte film: Idilio.
Weer terug in Chili legde hij zich aanvankelijk toe op de korte film. In 1994 produceerde hij twee korte films waarvan er een, Reunión de Familia internationale aandacht trok. Hij werkte in die periode ook aan televisiecommercials. 
Zijn eerste lange film regisseerde Wood in 1997. Deze film, Historias de Fútbol was gedeeltelijk ook door hem geschreven. Deze film bestaat uit vier verhalen van elk een half uur, die laten zien hoe in verschillende delen van Chili de voetbalsport een verschillende betekenis heeft. De film werd een groot succes in Chili, en ook in enkele niet-Spaanstalige landen zoals de Verenigde Staten, Canada en Australië.
In zijn volgende film, El Desquite nam hij het grootgrondbezit in Chili als thema. Deze film werd oorspronkelijk als korte vervolgserie vertoond op de Chileense televisie. Daarna werd het script enigszins herschreven, zodat het een lange film van twee uur kon worden.
Voor zijn volgende film, La Fiebre del Loco liet Wood zijn inspireren door straatprostitutie en maffia in arme stadswijken. Ook deze film werd een kaskraker, die verschillende prijzen won.
Van zijn vierde film, Machuca, wordt gezegd dat hij autobiagrafische trekken heeft. Wood zijn ervaringen uit zijn eigen jeugd in deze film hebben verwerkt. Machuca vertelt het verhaal van een vriendschap tussen een jongen uit de gegoede burgerij en een jongen uit een armenwijk, die op de proef wordt gesteld tijdens de staatsgreep van Pinochet. Deze film won verschillende prijzen, waaronder de Goya (filmprijs) in 2005.
Andrés Wood is getrouwd en heeft twee kinderen.

## Filmografie
- Reunión de Familia (korte film uit 1994)
- Historias de Fútbol (1997)
- El Desquite (1998)
- La Fiebre del Loco (2000)
- Machuca (2004)
- La Buena Vida (2008)
- Violeta se fue a los cielos (2011)
- Araña (2019)

- Biblioteca Nacional de España: XX854717
- Bibliothèque nationale de France: cb150333319 (data)
- Gemeinsame Normdatei: 130292079
- International Standard Name Identifier: 0000 0001 2275 9868
- Library of Congress Control Number: nr2001008204
- Nederlandse Thesaurus van Auteursnamen: 286818345
- Système universitaire de documentation: 095128085
- Virtual International Authority File: 5210862
- WorldCat: E39PBJxMghy4WyPHKtxkbPyfMP